# Lo Pan Sin Sitempel
De Lo Pan Sin Sitempel (IPA: [ lou paːn siːn siː tɛmpəl]) is een daoïstische tempel die gewijd is aan de historische figuur Lu Ban. Lu Ban is de beschermgod van houtbewerkers. De tempel ligt in Sai Wan op Hongkong-eiland. Het is de enige Lu Bantempel van het eiland.
In 1884 werd de tempel gebouwd. De gedenksteen binnen de tempel laat zien wie er geld heeft gegeven voor de bouw van de tempel. Er waren meer dan 1172 donateurs, zij hadden hun jiaxiang in Xinhui (269 personen), Enping (245 personen), Shunde (243 personen), Kaiping (207 personen), Xin'an (118 personen) en Dongguan (90 personen). Xin'an omvatte vroeger ook Hongkong. Gezien de aantallen kwam de meerderheid van de donateurs dus oorspronkelijk niet uit Hongkong.
Het gebouw werd in 1928 en 1949 gerestaureerd. Het beheer van de tempel is sinds 1921 in handen van de organisatie Kwong Yuet Tong. In 2006 kwam de tempel op de Hongkongse lijst van Grade I historic buildings. Drie jaar later werd het 125-jarige jubileum van de tempel gevierd.
De tempel is met het openbaar vervoer (bus, minibus en dubbeldekkertram) te bereiken vanuit de halte Sands Street of halte Pok Fu Lam Road.
Op de 30e dag van de zesde maan van de Chinese kalender wordt de verjaardag van de god gevierd. Er vinden dan grote offerandes, erediensten, banketten en festiviteiten (leeuwendans en drakendans) plaats.